# Aureille
Aureille est une commune française, située dans le département des Bouches-du-Rhône en région Provence-Alpes-Côte d'Azur.

## Géographie

### Situation
Aureille se trouve entre la chaîne des Alpilles et la plaine de la Crau, à mi-chemin entre les communes d'Eyguières et de Mouriès. Elle est dominée par le signal des Opiès, point culminant de la commune. Membre des communes de la vallée des Baux, elle revendique des traditions qui la rapprochent de la ville d'Arles.

### Communes limitrophes
| Saint-Rémy-de-Provence       | Eygalières           | Eygalières Eyguières           |
| Mouriès Saint-Martin-de-Crau | Aureille             | Eyguières Saint-Martin-de-Crau |
| Saint-Martin-de-Crau         | Saint-Martin-de-Crau | Salon-de-Provence              |

### Accès

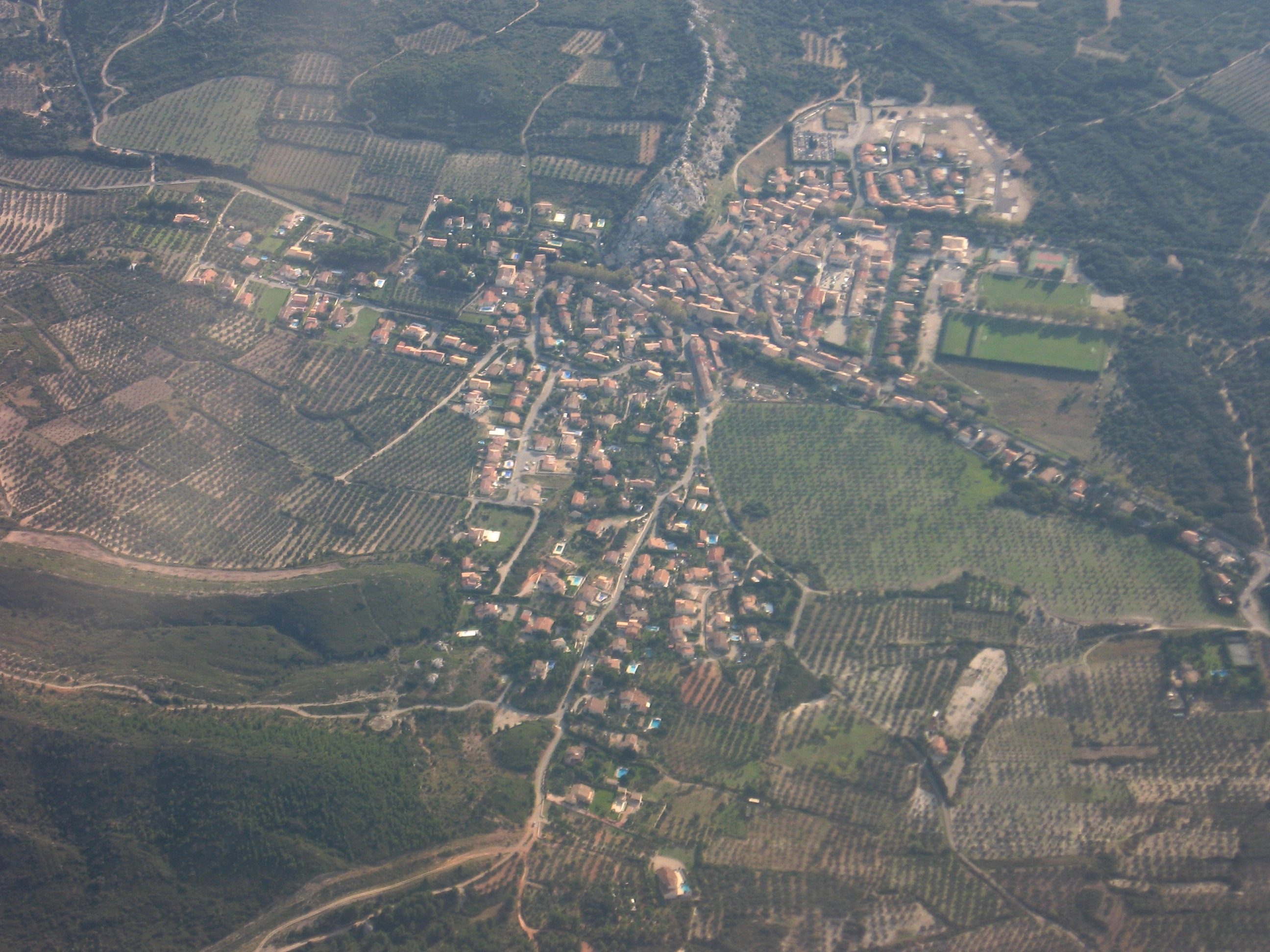
Vue aérienne d'Aureille.

La route départementale 17 traverse la commune au sud du bourg selon un axe est-ouest et la route départementale 25A et B traverse la commune par le bourg selon un axe nord-sud.
L'autoroute la plus proche est l'autoroute A54 (Nîmes - Salon-de-Provence) ou E80, entrée no 12 au sud-ouest ou 13 au sud-est. Plus à l'est, on trouve l'autoroute A7 qui descend la vallée du Rhône et relie Lyon à Marseille via Orange.
L'aéroport international le plus proche est celui de Marseille Provence. On trouve aussi deux aérodromes sur le secteur des Alpilles, l'un au nord entre Eygalières et Saint-Rémy-de-Provence, et un autre au sud de la ville d'Eyguières.

### Géologie
Aureille appartient géologiquement à la plaine de la Crau : son sol est constitué d'alluvions à galets. On retrouve ce type de sol sur tout le plateau d'Aureille, jusqu'à l'endroit où il descend abruptement sur Mouriès. La composition du sol est alors modifiée, constituée de dépôts de versant. Les sommets au nord d'Aureille, notamment la tour des Opies, sont très différents de ce que l'on retrouve d'ordinaire dans le massif des Alpilles. Si, aux Opies comme dans le reste des Alpilles, le sol est fait de molasse calcaire, celui des Opies remonte au jurassique, tandis que les Alpilles sont plus récentes et remontent au crétacé (principalement le crétacé inférieur).

### Hydrographie
Aureille est arrosée par le gaudre d'Aureille, cours d'eau de 12 km, ainsi que par le gaudre de la Vallongue, long de 4,2 km. Ils alimentent l'étang de Berre.
Le gaudre de Romanin, sous-affluent du Rhône long de 9,3 km, coule également dans cette commune.
Le canal de Craponne, branche d'Arles, irrigue le sud de la commune (ASCO des Arrosants de la Crau) depuis juin 1582 et permet à la commune d'être une importante productrice de Foin de Crau.
Le nord de la plaine est traversé par le canal de la vallée des Baux, construit en 1914, à la suite de l'intervention menée par l'ambassadeur de France, originaire de Mouriès, Paul Révoil, pour faire face aux périodes de sécheresse qui contraignaient de plus en plus d'habitants des Alpilles à partir pour la Crau, mieux irriguée.

### Climat
Pour des articles plus généraux, voir Climat de Provence-Alpes-Côte d'Azur et Climat des Bouches-du-Rhône.
En 2010, le climat de la commune est de type climat méditerranéen franc, selon une étude du Centre national de la recherche scientifique s'appuyant sur une série de données couvrant la période 1971-2000. En 2020, Météo-France publie une typologie des climats de la France métropolitaine dans laquelle la commune est exposée à un climat méditerranéen et est dans la région climatique Provence, Languedoc-Roussillon, caractérisée par une pluviométrie faible en été, un très bon ensoleillement (2 600 h/an), un été chaud (21,5 °C), un air très sec en été, sec en toutes saisons, des vents forts (fréquence de 40 à 50 % de vents > 5 m/s) et peu de brouillards.
Pour la période 1971-2000, la température annuelle moyenne est de 14,1 °C, avec une amplitude thermique annuelle de 17,5 °C. Le cumul annuel moyen de précipitations est de 627 mm, avec 5,7 jours de précipitations en janvier et 2 jours en juillet. Pour la période 1991-2020, la température moyenne annuelle observée sur la station météorologique de Météo-France la plus proche, « Salon-de-Provence », sur la commune de Salon-de-Provence à 14 km à vol d'oiseau, est de 14,7 °C et le cumul annuel moyen de précipitations est de 594,1 mm. 
La température maximale relevée sur cette station est de 43,4 °C, atteinte le 28 juin 2019 ; la température minimale est de −18,5 °C, atteinte le 12 février 1956,,.
Les paramètres climatiques de la commune ont été estimés pour le milieu du siècle (2041-2070) selon différents scénarios d'émission de gaz à effet de serre à partir des nouvelles projections climatiques de référence DRIAS-2020. Ils sont consultables sur un site dédié publié par Météo-France en novembre 2022.

#### Le mistral
Le mistral y souffle violemment du nord ou du nord-ouest, particulièrement en hiver et au printemps. Les Alpilles dévient le vent, mais Aureille ne peut profiter de sa position au sud du piémont du massif et le vent y souffle pratiquement aussi fort que dans le nord de la chaîne. Le mistral souffle fortement 100 jours par an en moyenne et faiblement 83 jours, ce qui ne laisse que 182 jours sans vent par an.
On distingue deux types de mistral : le « mistral blanc », qui dégage le ciel en totalité et accentue la luminosité, et le « mistral noir », plus rare, qui est accompagné de pluie.

#### Données météorologiques
Le tableau ci-dessous indique les températures et les précipitations pour la période 1971-2021 :
| Mois                              | jan. | fév. | mars | avril | mai  | juin  | jui.  | août | sep. | oct.  | nov. | déc. | année |
| --------------------------------- | ---- | ---- | ---- | ----- | ---- | ----- | ----- | ---- | ---- | ----- | ---- | ---- | ----- |
| Température minimale moyenne (°C) | 1,7  | 4,5  | 3,7  | 5     | 10,2 | 13,7  | 17,9  | 17,6 | 14,6 | 8,7   | 6,4  | 3,3  | 8,94  |
| Température moyenne (°C)          | 5,85 | 9,75 | 9,95 | 11,6  | 14,2 | 21,65 | 24,85 | 24,5 | 19,8 | 14,05 | 11,8 | 7,45 | 14,62 |
| Température maximale moyenne (°C) | 10   | 15   | 16,2 | 18,2  | 18,2 | 29,6  | 31,8  | 31,4 | 25   | 19,4  | 17,2 | 11,6 | 21    |
| Précipitations (mm)               | 59   | 47   | 44   | 63    | 42   | 31    | 16    | 37   | 64   | 98    | 58   | 54   | 623,4 |

| Diagramme climatique                                  |         |           |         |            |            |            |            |          |           |           |           |
| J                                                     | F       | M         | A       | M          | J          | J          | A          | S        | O         | N         | D         |
| 101,759                                               | 154,547 | 16,23,744 | 18,2563 | 18,210,242 | 29,613,731 | 31,817,916 | 31,417,637 | 2514,664 | 19,48,798 | 17,26,458 | 11,63,354 |
| Moyennes : • Temp. maxi et mini °C • Précipitation mm |         |           |         |            |            |            |            |          |           |           |           |

### Flore et faune

#### Faune
De nombreuses espèces animales nichent dans les Alpilles et peuvent aléatoirement être observées sur le territoire de la commune d'Aureille. La plus réputée est l'aigle de Bonelli, espèce protégée, comme le vautour percnoptère, le faucon crécerellette et le hibou grand-duc.
Les rochers arides abritent une espèce de lézard emblématique des Alpilles, le lézard ocellé, lui aussi considéré comme menacé et protégé.
Des espèces végétales protégées, comme la nivéole d’été (Leucojum aestivum) ou l'hélianthème à feuilles de Marum (Helianthemum lavandulaefolium), s'y rencontrent au fond des vallons.

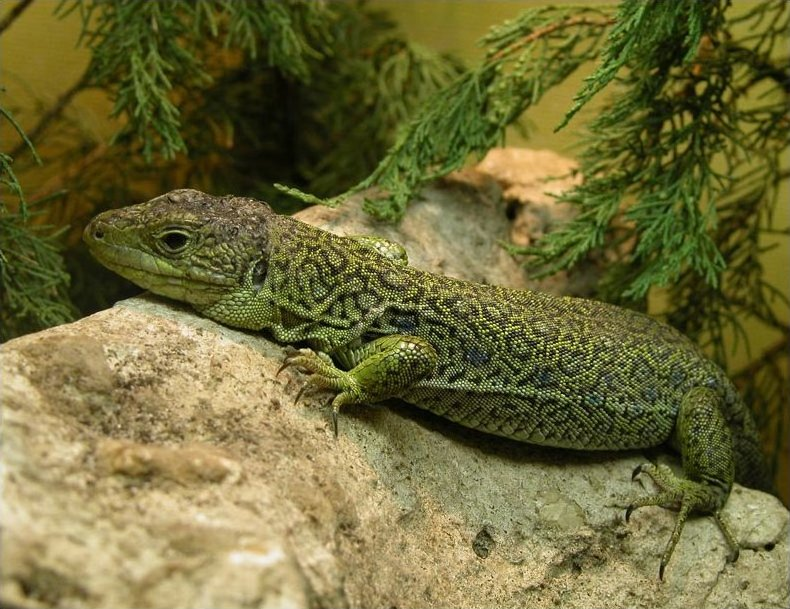
Lézard ocellé.
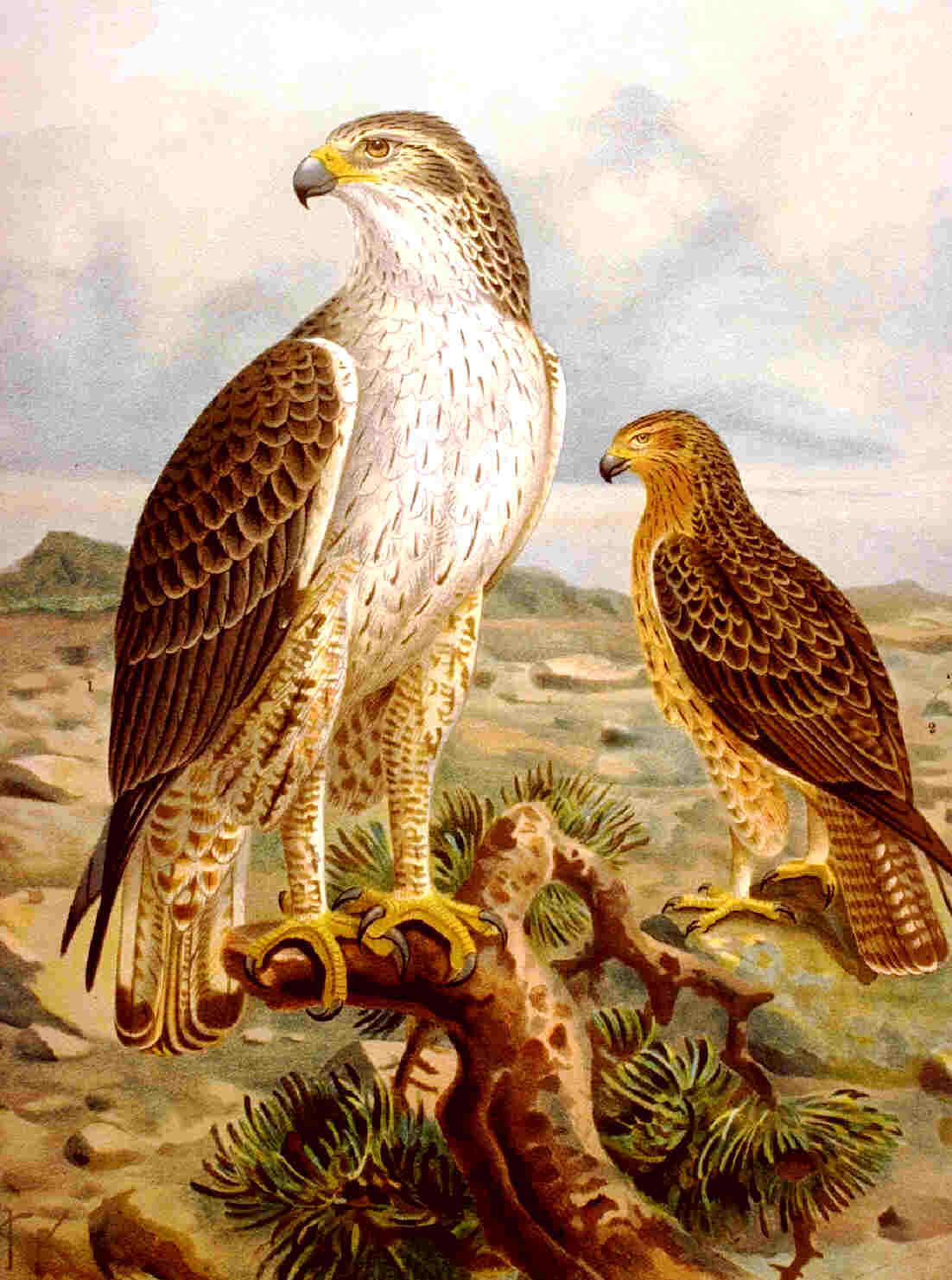
Aigle de Bonelli.
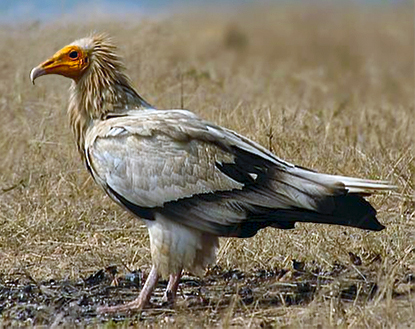
Vautour percnoptère.
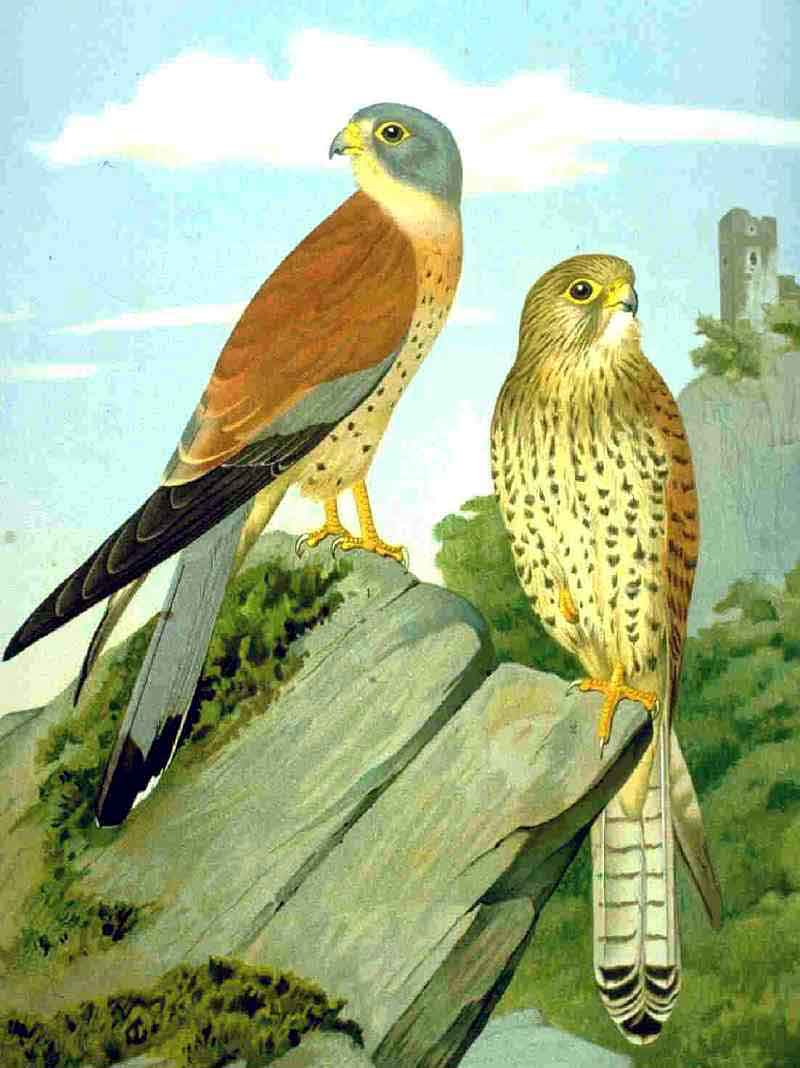
Faucon crécerellette.
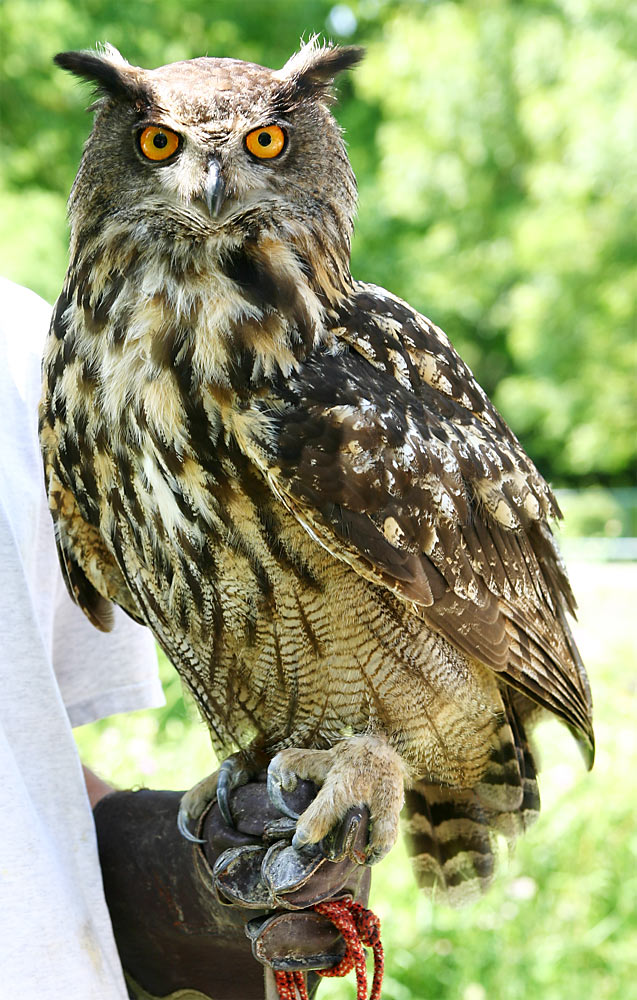
Hibou grand-duc.

##### Espèces chassées
Le territoire d'Aureille, et notamment ses vallons, compte de nombreux mammifères. Le sanglier y abonde, sa population est en progression. Inversement, le nombre de lièvres et de lapins tend à décroître. La raison semble en être l'épidémie de myxomatose de 1953 qui a causé des ravages dans la population et, depuis la fin du XXe siècle, le VHD viral qui provoque la diminution de l'espèce. La raréfaction des rongeurs pourrait poser problème à terme pour la survie des espèces de rapaces qui s'en nourrissent.

##### Autres espèces animales
On ne peut évoquer la faune d'Aureille sans citer des espèces telles que le renard, le blaireau, la fouine, ou encore le campagnol ou la musaraigne. Quantité de chauves-souris y nichent.

#### Flore
La flore aureilloise est, pour l'essentiel, xérique et méditerranéenne. Le botaniste Bernard Girerd y a dénombré 800 espèces végétales en 1992.
Hormis l'olivier, caractéristique du paysage aureillois, on note la présence de micocouliers, de chênes kermès de petite taille, d'amélanchiers.
Des espèces végétales protégées, comme la nivéole d’été (Leucojum aestivum) ou l'hélianthème à feuilles de Marum (Helianthemum lavandulaefolium), s'y rencontrent au fond des vallons.

## Urbanisme

### Typologie
Au 1er janvier 2024, Aureille est catégorisée bourg rural, selon la nouvelle grille communale de densité à 7 niveaux définie par l'Insee en 2022.
Elle est située hors unité urbaine et hors attraction des villes,.

### Occupation des sols
L'occupation des sols de la commune, telle qu'elle ressort de la base de données européenne d’occupation biophysique des sols Corine Land Cover (CLC), est marquée par l'importance des territoires agricoles (50,5 % en 2018), une proportion sensiblement équivalente à celle de 1990 (49,8 %). La répartition détaillée en 2018 est la suivante : 
milieux à végétation arbustive et/ou herbacée (44,5 %), prairies (22,3 %), cultures permanentes (11 %), zones agricoles hétérogènes (10,2 %), terres arables (7 %), zones urbanisées (3,1 %), forêts (1,8 %). L'évolution de l’occupation des sols de la commune et de ses infrastructures peut être observée sur les différentes représentations cartographiques du territoire : la carte de Cassini (XVIIIe siècle), la carte d'état-major (1820-1866) et les cartes ou photos aériennes de l'IGN pour la période actuelle (1950 à aujourd'hui).

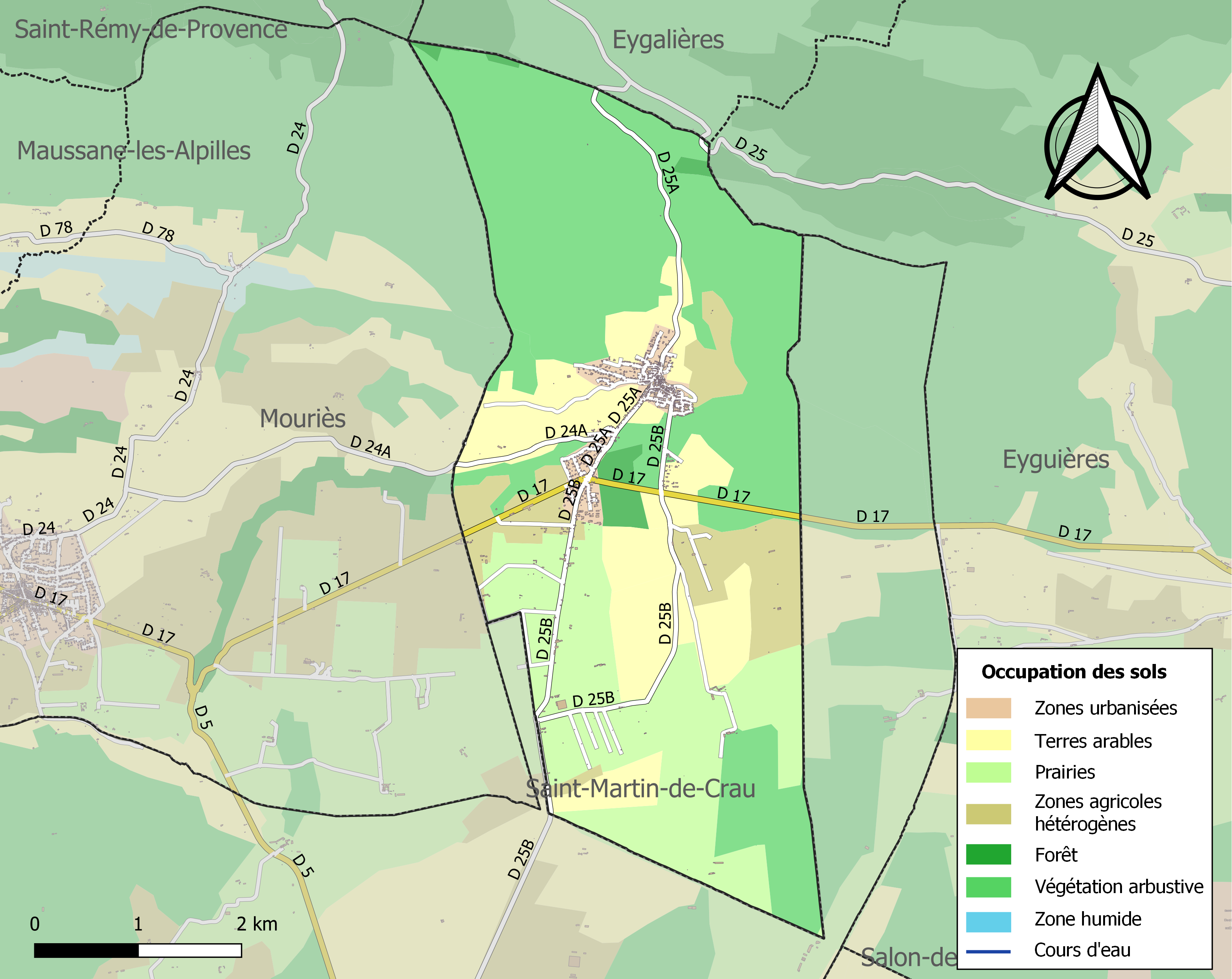
Carte des infrastructures et de l'occupation des sols de la commune en 2018 (CLC).

## Toponymie
Les formes les plus anciennes du nom « Aureille » se retrouvent dans le nom d'un prieuré au XIe siècle, Sancta Maria de Auricula et, en 1189, dans le nom d'Ugo de Aurella.
Les étymologistes ne sont pas tous du même avis quant à la signification du nom « Aureille ».
Trois tendances se dégagent :
- la première veut que ce nom soit rattaché à la voie Aurélienne. Cette voie, pourtant, ne passe pas dans le village, mais bien plus au sud ;
- une deuxième hypothèse renvoie à une racine provençale auro, (« vent » en provençal) ;
- la troisième, qui est la plus probable, a été émise par Charles Rostaing dans son dictionnaire de toponymie[24]. Il voit dans Aureille le nom d'un propriétaire terrien romain, Aurelius[25]. Or, il se trouve qu'une vieille famille arlésienne portait ce nom, ce qui tendrait à confirmer cette hypothèse.

La forme provençale est Aurelha selon la norme classique et Auriho selon la norme mistralienne.

## Histoire

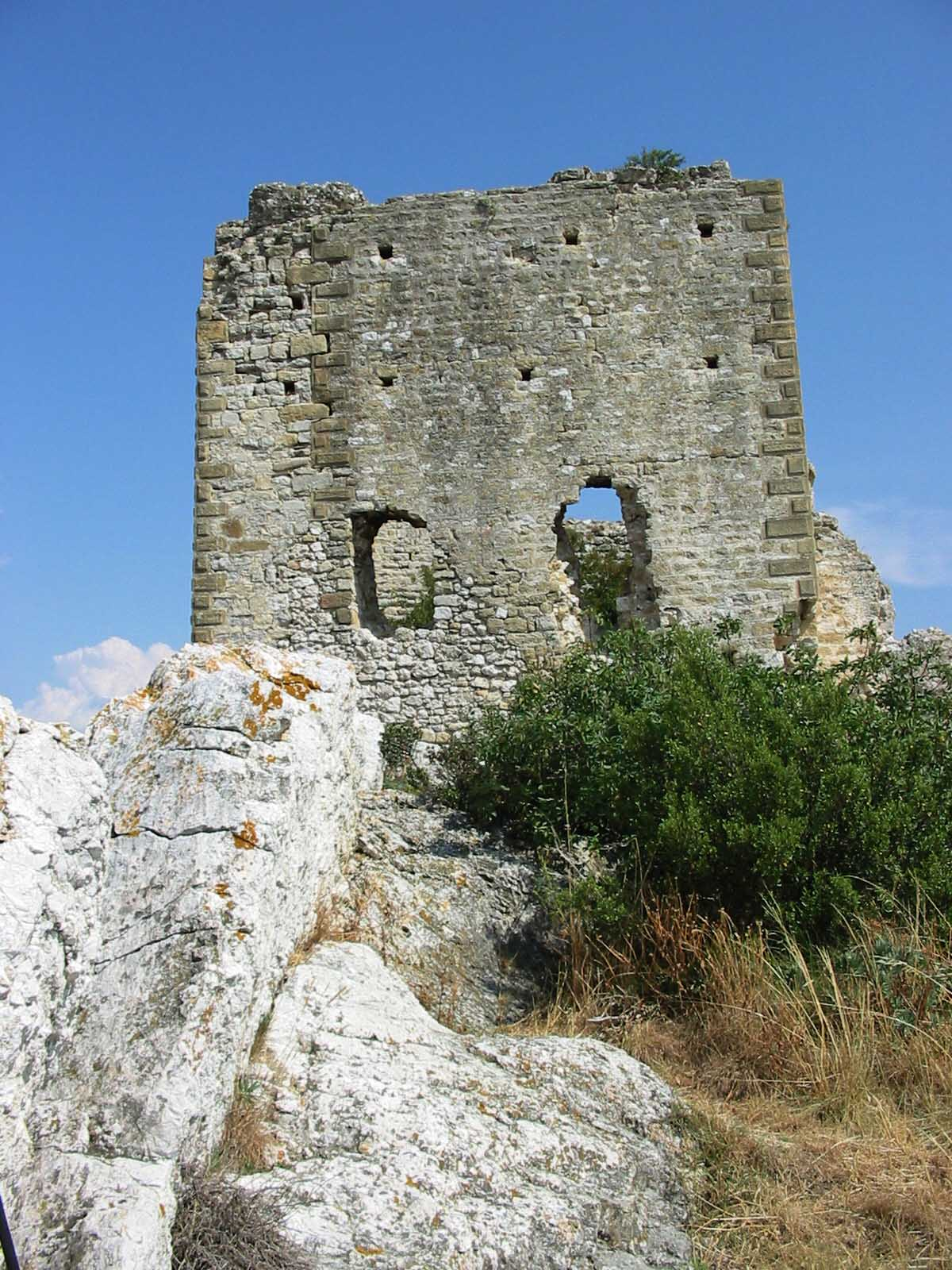
Pan de mur ruiné du château d'Aureille.

### Préhistoire et Antiquité
Au premier âge du fer, les habitats préhistoriques continuent d'être habités pour la plupart, notamment au vallon des Tardières, même si celui-ci se dote d'un rempart de pierres.
Dans les siècles qui précèdent l'arrivée des Romains, le territoire d'Aureille, comme l'ensemble des Alpilles, est peuplé de Ligures, de Celtes et de Celto-Ligures. Aureille fait alors sans doute partie du territoire des Nearchi dont Ernaginum constitue la frontière nord, mais aussi, peut-être, des Anatilii, qui vivent jusqu'au nord de la Crau, dont les Alpilles constituent la frontière naturelle. Des chemins protohistoriques relient alors les nombreux oppida des Alpilles et permettent la traversée du massif dans un sens transversal. Lors de la seconde partie du premier âge du Fer (VIIe – VIe siècles av. J.-C.), la population se sédentarise et se met à construire en dur. Le castrum se structure à la manière d'un village avec ses rues et ses maisons adossées. Le processus d'installation permanente est à mettre en parallèle avec l'intensification des échanges économiques avec les commerçants méditerranéens. En échange de produits de luxe, les habitants des Alpilles produisent des céréales et passent d'un état d'autarcie à une véritable économie d'échange. Au cours des siècles suivants, la population des Alpilles diminue de façon conséquente : le comptoir grec d'Arles attire de nombreux habitants venus de toute la région.
On pense qu'un membre de la gens Aurelius eut ici une villa.
À partir du Ve siècle, les invasions germaniques désertifient le lieu.

### Moyen Âge
Au XIIe siècle, le peuplement reprend. L'église du village, Sancta Maria de Auricula, appartient au diocèse d'Arles. En 1224, un citoyen d'Arles, Bertrand Ybilion, propriétaire du castrum, le cède à la communauté d'Arles. Mais la ville d'Arles ne peut s'occuper d'un territoire aussi éloigné. Aureille est désertée, d'autant que le village subit régulièrement le passage de grandes compagnies au XIVe siècle.

### Renaissance
Il faut attendre le 31 mai 1604 pour voir le village reprendre vie une nouvelle fois. Louise d'Ancézune, dame de Saint-Chaumont, achète aux consuls d'Arles les trois quarts de la terre d'Aureille pour la somme de 23 820 écus. Veuve de Christophe de Saint-Chaumont, premier baron du Lyonnais, elle possède une fortune considérable. « Parce que le terroir a été laissé il y a plus de deux cents ans inculte et désert, ladite dame de Saint-Chaumont desireroit y faire construire quelques maisons et le rendre fertile et bien cultivé »,.
Et le village revient à la vie. Des colons viennent s'y établir, encouragés par les avantages fiscaux qui leur sont proposés. Entre 1608 et 1620, une vingtaine de familles s'implanta à Aureille, à la tête desquels se trouvent Antoine Payan et Antoine Escarioly, habitants d'Eyguières. Ces familles habitaient Eyguières mais sont originaires des Alpes (Gap, Sisteron, Barcelonnette, le Dauphiné, ou, plus près, la région d'Apt). Les terres incultes sont défrichées, on pratique l'élevage de chèvres et de brebis, le seigneur entretient des troupeaux de juments et de bœufs.

### Période moderne
En 1792, lorsque le Comité de Salut Public fait des reproches à la communauté d'Aureille pour ne pas lui avoir signalé des suspects et met en doute le civisme des habitants, les Aureillois répondent : « Notre communauté est d'une petite population, composée de gens uniquement occupés des travaux de la campagne. Toujours fermes dans les principes républicains, nous sommes prêts à les soutenir jusqu'au dernier soupir. N'ayant jamais eu de suspect parmi nous, nous ne sommes pas dans le cas d'envoyer aucun tableau relatif à ce sujet »
La communauté d'Aureille endure plusieurs épisodes de peste et de choléra, notamment au cours du XIXe siècle.
En 1887, la ville se voit dotée d'une gare, sur la ligne d'Arles à Salon-de-Provence. Elle sert davantage au transport fret (pierre de taille, bauxite, huile d'olive, vin...) qu'au transport de voyageurs.

### Période contemporaine
En 1933, le chemin de fer cesse le transport de voyageurs. En 1947, la section Fontvieille - Salon est fermée et déferrée. La ligne a aujourd'hui disparu, mais le bâtiment voyageur existe toujours : il s'est transformé en habitation privée. La D 17 reprend une large partie du tracé original de la voie ferrée.
À partir de 1970, le village se dote d'équipements collectifs, donnant à Aureille un nouvel essor et un accroissement important de sa population. En octobre 1989, un important incendie ravage 1 500 hectares sur les Alpilles : l'essentiel se trouve sur la commune.

## Politique et administration

### Administration municipale
Voici ci-dessous le partage des sièges au sein du Conseil municipal de Aureille :

### Liste des maires
Liste de l'ensemble des maires qui se sont succédé à la mairie d'Aureille :

### Intercommunalité
Aureille est une des dix communes de la communauté de communes Vallée des Baux-Alpilles.

### Jumelages
- Carisio (Italie), depuis 1987.

## Population et société

### Démographie

#### Évolution démographique
L'évolution du nombre d'habitants est connue à travers les recensements de la population effectués dans la commune depuis 1793. Pour les communes de moins de 10 000 habitants, une enquête de recensement portant sur toute la population est réalisée tous les cinq ans, les populations de référence des années intermédiaires étant quant à elles estimées par interpolation ou extrapolation. Pour la commune, le premier recensement exhaustif entrant dans le cadre du nouveau dispositif a été réalisé en 2007.

En 2022, la commune comptait 1 537 habitants, en stagnation par rapport à 2016 (Bouches-du-Rhône : +2,48 %, France hors Mayotte : +2,11 %).
| 1793 | 1800 | 1806 | 1821 | 1831 | 1836 | 1841 | 1846 | 1851 |
| ---- | ---- | ---- | ---- | ---- | ---- | ---- | ---- | ---- |
| 480  | 480  | 527  | 689  | 699  | 686  | 652  | 668  | 698  |

| 1856 | 1861 | 1866 | 1872 | 1876 | 1881 | 1886 | 1891 | 1896 |
| ---- | ---- | ---- | ---- | ---- | ---- | ---- | ---- | ---- |
| 686  | 678  | 682  | 642  | 601  | 558  | 611  | 537  | 469  |

| 1901 | 1906 | 1911 | 1921 | 1926 | 1931 | 1936 | 1946 | 1954 |
| ---- | ---- | ---- | ---- | ---- | ---- | ---- | ---- | ---- |
| 409  | 376  | 385  | 336  | 348  | 307  | 314  | 432  | 440  |

| 1962 | 1968 | 1975 | 1982 | 1990  | 1999  | 2006  | 2007  | 2012  |
| ---- | ---- | ---- | ---- | ----- | ----- | ----- | ----- | ----- |
| 465  | 518  | 573  | 835  | 1 220 | 1 357 | 1 450 | 1 463 | 1 544 |

| 2017  | 2022  | - | - | - | - | - | - | - |
| ----- | ----- | - | - | - | - | - | - | - |
| 1 522 | 1 537 | - | - | - | - | - | - | - |

#### Pyramide des âges
En 2018, le taux de personnes d'un âge inférieur à 30 ans s'élève à 29,1 %, soit en dessous de la moyenne départementale (35,3 %). À l'inverse, le taux de personnes d'âge supérieur à 60 ans est de 29,2 % la même année, alors qu'il est de 26,3 % au niveau départemental.
En 2018, la commune comptait 744 hommes pour 778 femmes, soit un taux de 51,12 % de femmes, légèrement inférieur au taux départemental (52,24 %).
Les pyramides des âges de la commune et du département s'établissent comme suit.
| Hommes | Classe d’âge | Femmes |
| ------ | ------------ | ------ |
| 0,5    | 90 ou +      | 1,8    |
| 6,0    | 75-89 ans    | 7,3    |
| 20,6   | 60-74 ans    | 22,3   |
| 22,9   | 45-59 ans    | 20,9   |
| 19,7   | 30-44 ans    | 19,8   |
| 13,1   | 15-29 ans    | 11,1   |
| 17,2   | 0-14 ans     | 16,8   |

| Hommes | Classe d’âge | Femmes |
| ------ | ------------ | ------ |
| 0,8    | 90 ou +      | 1,9    |
| 7,6    | 75-89 ans    | 9,8    |
| 16,2   | 60-74 ans    | 17,2   |
| 19,7   | 45-59 ans    | 19,5   |
| 18,8   | 30-44 ans    | 18,6   |
| 18,4   | 15-29 ans    | 16,9   |
| 18,6   | 0-14 ans     | 16,1   |

### Enseignement
La commune dispose d'une école maternelle publique et d'une école primaire publique.

### Santé
La commune dispose d'un docteur, mais pas de pharmacie. Les plus proches sont à environ 6 kilomètres sur Eyguières ou Mouriès.
L'hôpital le plus proche est à environ 15 km à Salon-de-Provence.

### Sports
On trouve deux terrains de sport au sud du bourg.
Le GR 6, qui traverse la commune et passe par le bourg selon un axe-est-ouest, et plusieurs autres chemins permettent la pratique de la randonnée.
Les cyclistes apprécient l'ascension du Pas de la Figuière sur la D25A en direction d'Eygalières.

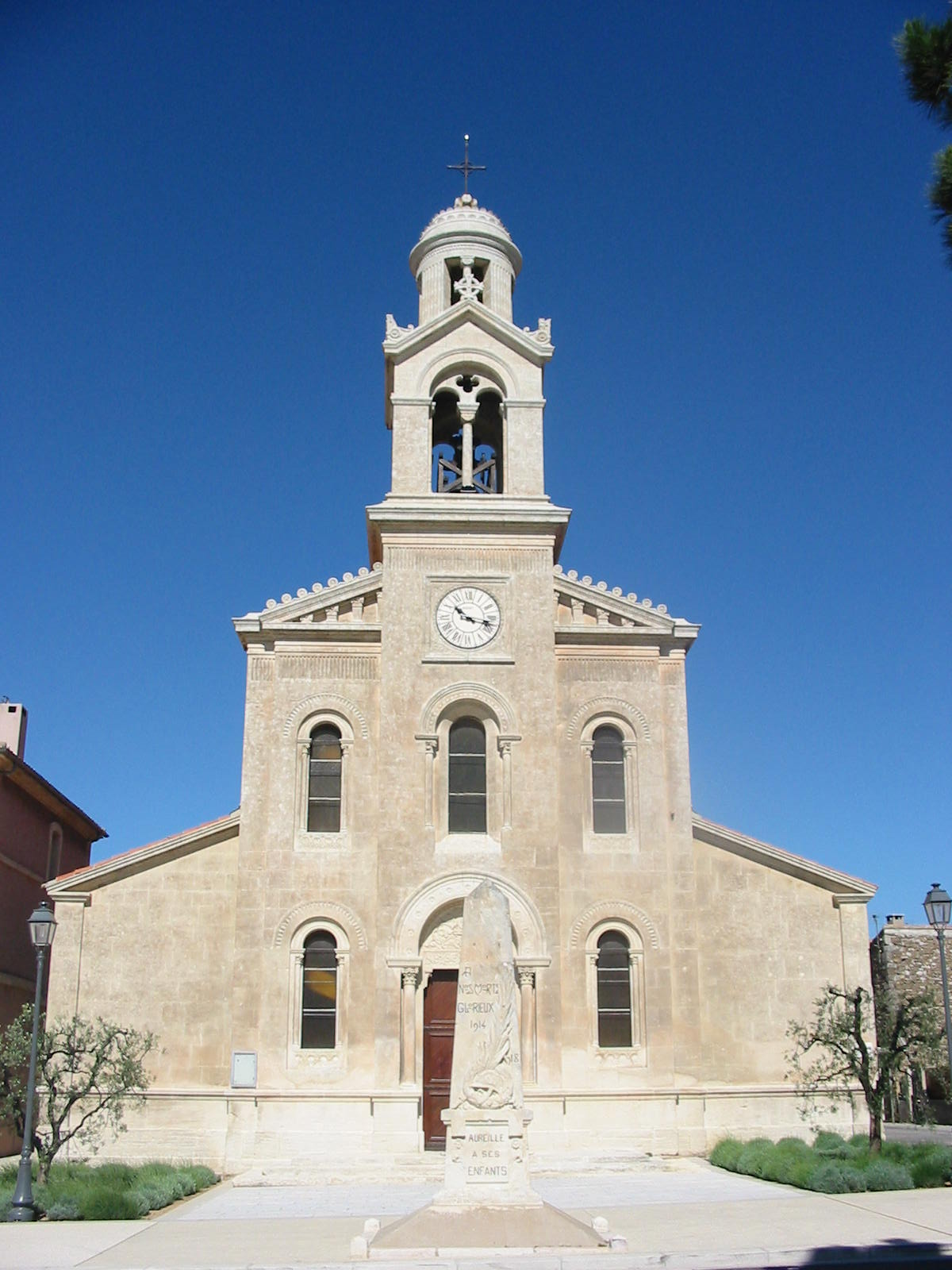
Église d'Aureille, conçue par l'architecte Auguste Véran.

### Cultes
Culte catholique à l'église paroissiale.

### Environnement
Le traitement des déchets des ménages et déchets assimilés est assuré dans le cadre des missions de la communauté de communes Vallée des Baux-Alpilles.

## Économie

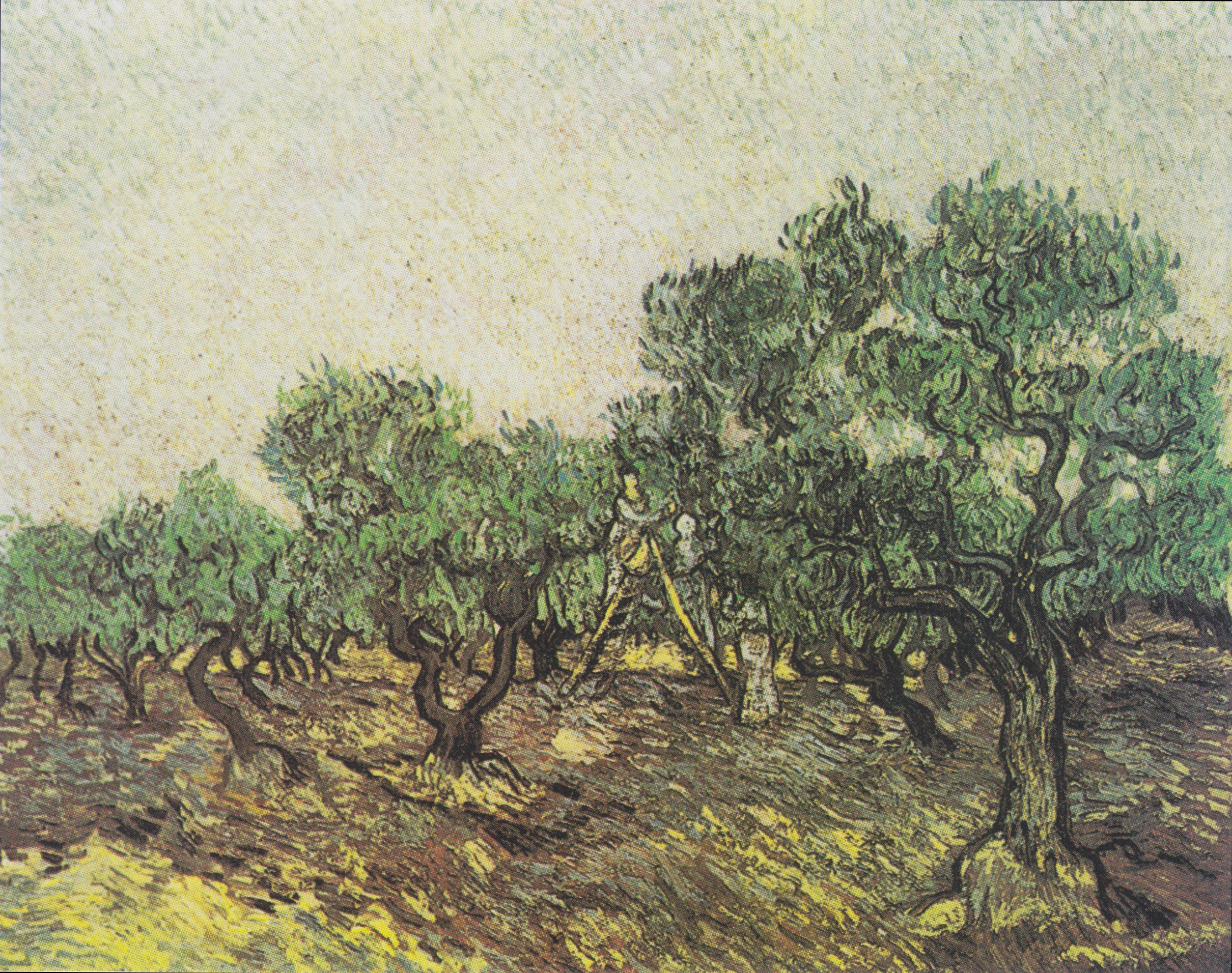
Cueillette des olives
Vincent Van Gogh, décembre 1889

### Revenus de la population et fiscalité
En 2008, le revenu fiscal médian par ménage était de 18 241 €, ce qui plaçait Aureille au 11 695e rang parmi les 31 604 communes de plus de 50 ménages en métropole.

### Agriculture
L'agriculture est très présente à Aureille. On y cultive des fruits et des légumes, ainsi que du foin de Crau, seul aliment pour animal protégé par une AOC (31 mai 1997).
Le mouton y est élevé, comme dans plusieurs autres communes des Alpilles.
La commune produit de l'huile d'olive de la vallée des Baux-de-Provence est protégée par une appellation d'origine contrôlée (AOC) depuis un décret pris par l'INAO, le 27 août 1997. Les variétés d'olives qui entrent dans son élaboration sont la salonenque, la beruguette, la grossane et la verdale des Bouches-du-Rhône. Elle produit aussi des olives cassées et des olives noires qui relèvent du même décret de l'INAO. Les variétés d'olives cassées proposées à la commercialisation sont la salonenque et la beruguette. Pour les olives noires la seule variété acceptée est la grossane,.

### Tourisme
Hormis l'agriculture, l'économie la plus facilement identifiable autour du massif des Alpilles est liée au tourisme. Même les producteurs viticoles et oléicoles semblent tenir compte du développement du tourisme et de plus en plus de domaines proposent de la dégustation, voir dans certains cas de véritables cours d'initiation à l'œnologie.
On peut considérer trois principales sortes de tourisme dans les Alpilles. Tout d'abord, le tourisme historique et culturel qui s'appuie sur un patrimoine riche (les Baux-de-Provence, Glanum, etc.) ou sur des festivals. Ensuite, le tourisme détente qui se traduit par un important développement des chambres d'hôtes, de l'hôtellerie et de la location saisonnière, par une concentration importante de piscines et par des animations comme des marchés provençaux. Enfin, le tourisme vert qui profite des nombreux chemins de randonnées et du cadre protégé qu'offrent le massif et ses environs.
On trouve par exemple sur cette commune plusieurs meublés de tourisme et un hôtel.

## Culture locale et patrimoine

### Lieux et monuments
- La frontière Sud de la commune avec Saint-Martin-de-Crau correspond probablement à une section de la voie Aurélienne, sur le territoire antique de Salon. La borne milliaire de la Calanque (classée aux monuments historiques[47]), trouvée en plusieurs fragments à quelques centaines de mètres au nord-ouest du mas d'Archimbaud-en-Crau, est toujours sur la voie romaine, à peu près in situ (mais en cours de remontage ?[précision nécessaire]). Son inscription latine nous rappelle qu'elle a été dédicacée à l'empereur Auguste en l'an 3 av. J.-C., et signale le quatrième (IIII) mille depuis le Ssd de Mouriès, où commençait le territoire antique de la Crau d'Arles.
- Le château d'Aureille, d'architecture la fin XIIe début du XIIIe siècles, domine le village et offre un vaste panorama sur la plaine de la Crau. Il est cité dans le testament de Pons de Lamanon (10 septembre 1359) et est la possession de la famille de Lamanon depuis au moins 1289[30]. Le château est assiégé en 1592 pour en déloger les troupes du capitaine Rondellet[30]. On en entreprend le démantèlement dès l'année suivante, démantèlement qui lui donne pour une bonne part la forme qu'il conserve aujourd'hui[30]. Le bâtiment contenait deux niveaux : un rez-de-chaussée accessible depuis le sud-est et un étage qu'éclairait une baie imposante[30]. La porte d'entrée a été restaurée.
- L'ancienne église Notre-Dame-de-l'Assomption d'Aureille qui portait au Moyen Âge le nom de Sancta Maria de Auricula (« Sainte-Marie d'Aureille ») a disparu et l'on n'est pas en mesure d'en situer la localisation précise. Au XVIIe siècle, une nouvelle église est construite aux frais des habitants. De petite taille, l'archevêque d'Arles signale en 1619 qu'elle est caractérisée par sa pauvreté et son inconfort[48]. Le bâtiment est agrandi après la peste de 1720 et une chapelle dédiée à saint Véran vient s'y accoler. Tout au long du XVIIIe siècle et au début du XIXe siècle, elle est constamment en mauvais état (elle est même fermée plusieurs années pendant la Révolution[48]. Dans la deuxième partie du XIXe siècle, elle est remplacée par une nouvelle église, située place de l'Église. Aujourd'hui, l'ancienne église, connue sous le nom de tour de l'horloge, est une propriété municipale.

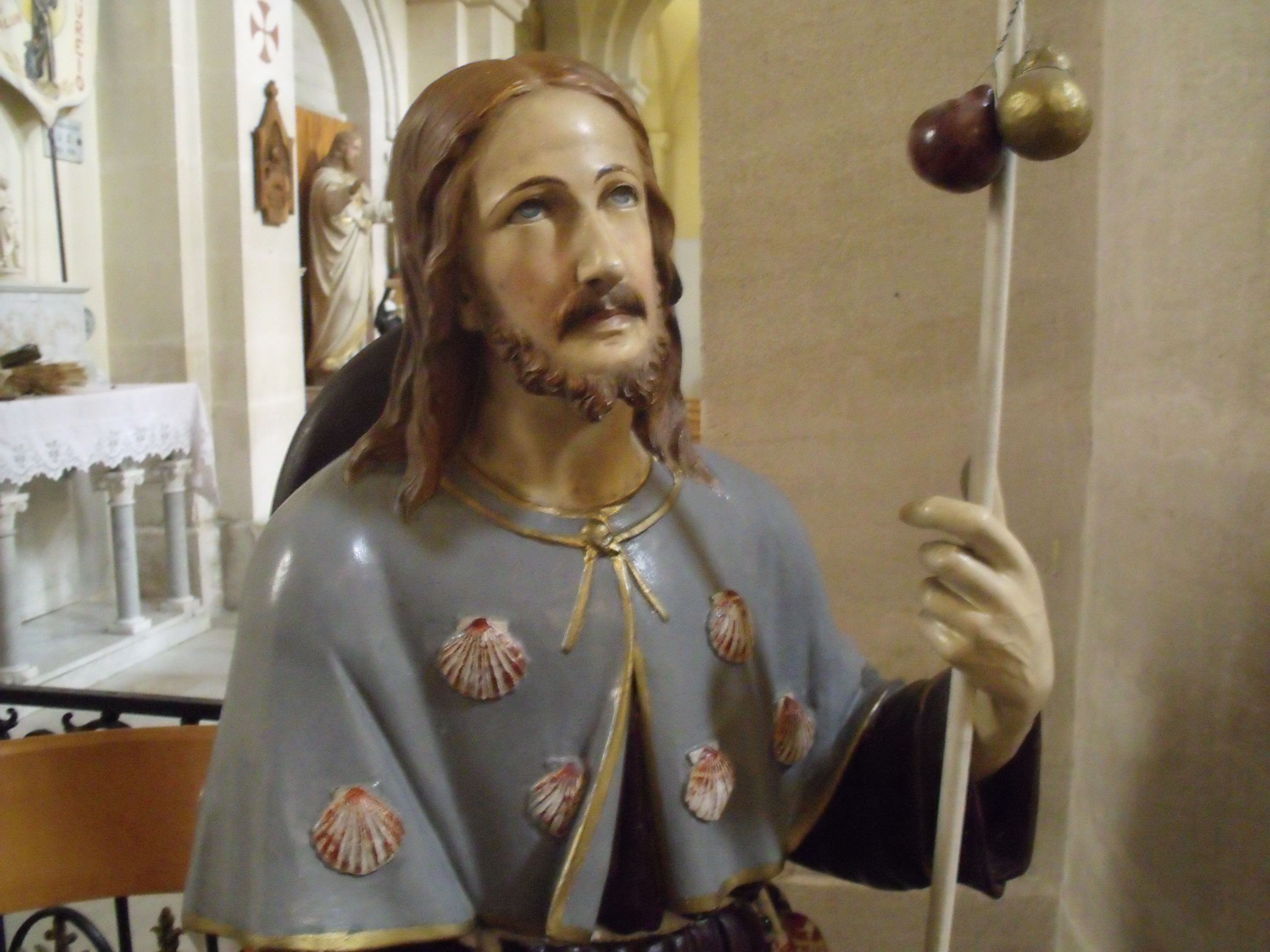
Statue représentant saint Roch (église d'Aureille).

- La construction de la nouvelle église de l'Annonciation-de-Marie d'Aureille a été initiée par un nouveau curé, du nom d'abbé Pauleau, arrivé à Aureille en 1867[49]. La première pierre est posée par l'archevêque d'Aix, Georges Chalandon, le 31 mars 1867[49]>. Ses plans sont l'œuvre de l'architecte arlésien Auguste Véran.
- Aureille compte plusieurs oratoires, dont l'oratoire Saint-Véran (inscrit pour protection comme monument historique[50]). Saint Véran est vénéré par les bergers, confrérie rassemblant beaucoup de monde à Aureille, en raison de l'activité pastorale intense qui s'y est développée au fil des siècles[51]. D'autres oratoires sont dédiés à des saints vénérés en Provence : saint Joseph (vers 1840), saint Pierre, sainte Anne, saint Éloi, saint Roch[51].
- En raison des nombreuses sécheresses qui ont sévi à Aureille au fil des siècles, le village s'est doté de nombreuses fontaines ainsi que d'un lavoir qui intègre deux fontaines extérieures[52]. Sur la place de l'église se dresse une fontaine moussue surmontée d'un figuier[52].
- L'ancien moulin à huile du XVIIe[53]

### Personnalités liées à la commune
- Théogène d'Assailly (Marseille, 1809–Aureille, 5 mai 1880), maire d'Aureille, membre du conseil général des Bouches-du-Rhône, enterré au cimetière d'Aureille.
- André Soler (Salon-de-Provence, 1937-1998), spécialiste de la course camarguaise, a donné son nom aux arènes et est l'objet du mémorial André-Soler, à Aureille[54].
- César Bernaudon, premier maire de la commune de Saint-Martin-de-Crau dont il fut à l origine de la création par distraction de la commune d'Arles en 1925.

### Héraldique
| Armes d'Aureille | Les armes peuvent se blasonner ainsi : Parti : de gueules à une tour d'or et d'or à un lion assis de gueules. |